# Mohammad Soltani Mehr
Mohammad Soltani Mehr (in persiano محمد سلطانی‌مهر‎; Teheran, 4 febbraio 1999) è un calciatore iraniano, centrocampista dello Zob Ahan.

## Caratteristiche tecniche
È un centrocampista centrale.

## Carriera

### Club
Cresciuto nel settore giovanile del Saipa, ha esordito in prima squadra il 12 febbraio 2016 in occasione del match di campionato vinto 2-1 contro il Sepahan.

### Nazionale
Nel 2017 con la nazionale U-20 iraniana ha preso parte al Mondiale Under-20.